# سيدي يعقوب (المغرب)
سيدي يعقوب هي قرية مغربية شمال المملكة. تنتمي سيدي يعقوب لإقليم أزيلال الساحلي. تضم هذه القرية 16.637 نسمة (إحصاء 2004).